# 克拉拉·莫基
克拉拉·莫基（義大利語：Clara Mochi，1956年4月29日—），意大利前女子击剑运动员，主攻花剑。她曾代表意大利参加1980年和1984年夏季奥林匹克运动会击剑比赛，最好名次是1984年奥运会女子团体花剑的第四名。